# Будберг, Алексей Павлович
Барон Алексей Павлович фон Будберг (21 мая [2 июня] 1869 — 14 декабря 1945, Сан-Франциско, Калифорния) — русский военный деятель, генерал-лейтенант. Управляющий Военным министерством Российского государства. Известен как публицист и автор мемуаров.

## Биография
Из потомственных дворян Лифляндской губернии.
- Окончил Орловский Бахтина кадетский корпус.
- 1884 — Медаль «За спасение погибавших» на Владимирской ленте.
- 1889 — Окончил Михайловское артиллерийское училище. Выпущен в 3-ю гвардейскую гренадерскую артиллерийскую бригаду.
- 1895 — Окончил Николаевскую академию Генерального штаба (по 1-му разряду). Произведен в штабс-капитаны гвардии и капитаны Генерального штаба. Выбрал назначение в Приамурский ВО.
- 1896—1897 — Цензовое командование ротой в 4-м Восточно-Сибирском линейном батальоне.
- 1897—1899 — Обер-офицер для поручений при штабе Приамурского военного округа.
- 1899 — Подполковник, штаб-офицер для поручений при командующем Южно-Уссурийского отдела Приамурского военного округа.
- 1900—1902 — Старший адъютант штаба войск Приамурского военного округа.
  - Руководил отправкой из Хабаровска в Харбин на пароходах отряда генерала Сахарова.
  - Вместе с отрядом полковника Сервианова организовал оборону города Благовещенска.
  - Участвовал во взятии Айгуня и наступлении на Цицикар с отрядом генерала Рененкампфа.
  - Заведовал перевозкой войск по Амуру и курировал военные пути сообщения.
  - Награждён медалью «За поход в Китай» и орденом Св. Станислава II степени с мечами.
- 1902 — Штаб-офицер при управлении 6-й Восточно-Сибирской стрелковой бригады.
- 1902—1905 — Исполняющий должность начальника штаба Владивостокской крепости. Награждён японским Императором орденом Священного сокровища III степени.
- 1904 — Полковник.
- 1905 — Начальник штаба Владивостокской крепости.
- За отличия при работах по спешному усилению крепости награждён орденами Св. Анны II степени с мечами и Св. Владимира IV степени, а также медалью «За войну с Японией».
- 6 декабря 1910 — Генерал-майор.
- 1910 — Орден св. Станислава I степени.
- 1 марта 1913 — Генерал-квартирмейстер штаба Приамурского военного округа.
- Октябрь 1914 — Генерал-квартирмейстер штаба 10-й армии.
- 25 октября 1914 — Получил наградное Георгиевское оружие за разработку плана охвата и прорыва немецкой обороны под Августовом.
- 23 декабря 1914 — Начальник штаба 10-й армии.
- 13 февраля 1915 — Отправлен в отпуск по болезни в Петроград, где состоял в резерве чинов.
- 19 августа 1915 — Начальник 40-й пехотной дивизии.
- 21 октября 1915 — Начальник 70-й пехотной дивизии.
- 1915 — Получил мечи и бант к ордену Св. Анны III степени, мечи к ордену Св. Владимира III степени, орден Св. Анны I степени с мечами, был дважды ранен на передовой.
- 8 марта 1916 — Генерал-лейтенант.
- 22 апреля 1917 — Командующий XIV армейским корпусом 5-й армии Северного фронта.
- Июль 1917 — Корпус Будберга единственным среди корпусов 5-й армии пошёл в наступление под Якобштадтом.
- Октябрь 1917 — Видя полный развал русской армии, на совещании корпусных командиров 5-й армии изложил идею реорганизации русской армии на добровольческих началах, но его не поддержали.
- Ноябрь 1917 — Отказался от командования корпусом и выпросил через знакомых в Главном штабе командировку в Японию. Некоторые современники обвиняли Будберга в том, что в конце 1917 — начале 1918 года он служил пришедшим к власти большевикам, но никаких подтверждений этому не имеется[2].
- 23 января 1918 — Выехал на Дальний Восток.
- Февраль-апрель 1918 — Жил в Японии.
- Апрель 1918 — март 1919 — Жил в Харбине.
- Август 1918 — Отклонил предложение генерала В. Е. Флуга занять пост помощника военного министра в правительстве генерала Д. Л. Хорвата, управляющего КВЖД.
- 29 марта 1919 — Главный начальник снабжения Сибирской армии.
- 23 мая 1919 — Помощник начальника штаба Верховного главнокомандующего с правами военного министра по управлению военным министерством.
- 12 августа 1919 — Третий помощник начальника штаба Верховного главнокомандующего и управляющий военным министерством.
- 27 августа — 5 октября 1919 — Военный министр Российского государства.
- 5 октября 1919 — В связи с болезнью был отчислен от занимаемой должности, с назначением в распоряжение Верховного главнокомандующего. Вывезен в Харбин для лечения.
- 19 ноября 1919 — 31 января 1920 — Начальник штаба Приамурского военного округа.
- Апрель 1920 — Командующий Владивостокской крепостью.
- 1921 — Эмигрировал в Маньчжурию, затем во Францию, затем в США. Начальник 1-го Североамериканского отдела Русского Общевоинского Союза.
- 1924 — Руководитель Общества Русских Ветеранов Великой Войны.

Умер в Сан-Франциско. Похоронен на Сербском кладбище в Колме.

## Сочинения
- [militera.lib.ru/db/budberg/index.html Будберг барон Алексей Павлович. Дневник белогвардейца][3]
- Воспоминания о войне 1914—1917 гг. (рукопись).
- Начало гражданской войны. Т. 3. / Революция и Гражданская война в описаниях белогвардейцев в 6-ти т.т. Мемуары: Деникин, Краснов, Лукомский, Дроздовский, Сахаров, Покровский, Будберг, Гинс и др. Сост. С. А. Алексеев; под ред. и с предисл. Н. Л. Мещерякова. — М.-Л.: ГИЗ, 1926. — 477 с.
- Гражданская война в Сибири и Северной области. Т. 4. / Революция и Гражданская война в описаниях белогвардейцев в 6-ти т.т. Мемуары: Авксентьев, Раков, Зензинов, Гоппер, Сахаров, Будберг, Добровольский, Соколов, Буллит. Сост. С. А. Алексеев. Под ред. Н. Л. Мещерякова. — М.-Л.: ГИЗ, 1927. — 480 с.
- Будберг А. П. Дневник белогвардейца. Колчаковская эпопея. Редакция П. Е. Щеголева. — М.: Прибой, 1929. — 306 с.
- Будберг А. П. Из воспоминаний о войне 1914—1917 гг. Третья Восточно-Прусская катастрофа 25 янв. — 8 февр. 1915 г. // Вестник Общества русских ветеранов Великой войны в Сан-Франциско, Калифорния, США, 1919-20 гг. — Сан-Франциско, 1930. — 64 с.
- Будберг А. П. Пятилетка. — Сан-Франциско, 1931.
- Будберг А. П. Гумбинен — забытый день русской славы. — Б.м., 1937.
- Будберг А. П. Вооруженные силы Российской Империи в исполнении общесоюзных задач и обязанностей во время войны 1914-17 гг. // Вестник Общества российских ветеранов Великой войны, № 158/9. — Сан-Франциско, 1939. — 57 с.
- Будберг А. П. Дневник. / От первого лица. Сб. (отрывки из дневников императора Николая II и барона А. П. Будберга, мемуары министра юстиции Временного правительства П. Н. Малянтовича и руководителей «белого движения» генералов П. Н. Врангеля, А. И. Деникина, П. Н. Краснова, А. С. Лукомского, протоколы допросов «омского диктатора» адмирала А. В. Колчака). Сост. Анфертьев И. А. — М.: Патриот, 1990. — 512 с.
- Гуль Р. Ледяной поход. Деникин А. И. Поход и смерть генерала Корнилова. Будберг А. Дневник. 1918—1919 гг. — М.: Молодая гвардия, 1990. — 318 с.
- Будберг А. П. Дневник белогвардейца. Воспоминания. Мемуары. — Минск-М.: Изд-во Харвест-АСТ, 2001. — 336 с.
- Будберг А. П. Дневник. Ч. 1. Белый Восток: Кн. 14. / Белое дело: Избранные произведения в 16 книгах. Сост., науч. ред. и коммент. С. В. Карпенко. — М.: РГГУ, 2003. — 560 с. (История и память).
- Военный альбом генерала А. П. Будберга. Материалы к биографии. Воспоминания о войне. 1914—1917. Сост. И. В. Домнин. — М.: Русский путь, 2014. — 360 с.
- Будберг А. П. Дневник. 1917—1919. — М.: Захаров, 2016. — 816 с.
- Будберг А. П. Сибирские воспоминания / Ред.-сост., комментарий Р. С. Авилов, В. И. Калинин; вступ. ст. Р. С. Авилов., Н. Б. Аюшин, В. И. Калинин. — Владивосток: Общество изучения Амурского края — Приморское краевое отделение РГО, 2017. — 434 с.
- Будберг А. П. Неизвестный дневник барона А.П. Будберга 1919-1920 гг. // Ганин А.В. Семь «почему» российской Гражданской войны. М., 2018. С. 588-722.